# قطعنامه ۹۸۲ شورای امنیت
قطعنامه ۹۸۲ شورای امنیت سازمان ملل متحد که در تاریخ ۳۱ مارس ۱۹۹۵ تصویب شد، سندی بین‌المللی دربارهٔ یوگسلاوی سابق است. این قطعنامه طی نشست ۳۵۱۲ام با ۱۵ رای موافق، ۰ مخالف و ۰ ممتنع تصویب شد.